# Talking to Myself (bài hát)
"Talking to Myself" là một bài hát của ban nhạc rock người Mỹ Linkin Park. Bài hát là đĩa đơn thứ 2 trong album phòng thu thứ 7 của họ, One More Light và được phát hành vào ngày 25 tháng 7 năm 2017. Video âm nhạc được phát hành vào ngày 20 tháng 7 năm 2017, cùng ngày mà ca sĩ chính của Linkin Park, Chester Bennington, được tìm thấy đã qua đời do tự tử. Đây là đĩa đơn đầu tiên được phát hành sau khi qua đời của Chester Bennington.

## Video âm nhạc
Video âm nhạc, trong đó có cảnh ban nhạc biểu diễn ở nhiều nơi khác nhau và diễn tập, được Mark Fiore biên tập và đạo diễn.  Nó được phát hành vài giờ trước khi Chester Bennington được xác nhận là đã qua đời.
Video âm nhạc đạt hơn 10,1 triệu lượt xem trên YouTube trong một ngày, trở thành một trong những video trực tuyến được xem nhiều nhất trong 24 giờ đầu tiên. Video chính thức được tải lên kênh YouTube của Linkin Park vào ngày 20 tháng 7 năm 2017; với cảnh quay cuối cùng là cảnh Bennington trong một chiếc xe nhìn ra cửa sổ. Tính đến ngày 20 tháng 1 năm 2021, video đã đạt 135 triệu lượt xem trên YouTube.

## Giới phê bình đón nhận
Bài hát nhận được nhiều đánh giá trái chiều từ các nhà phê bình. Ian Gittins từ The Guardian đã gọi nó là "một món ăn vặt nhạc pop-R&B phong cách Justin Bieber".  Allison Stewart từ The Washington Post nhận định, "Bản nhạc điện tử 'Talking to Myself' nghe giống như tác phẩm của một ban nhạc nam thập niên 90". Trong một đánh giá tiêu cực, Anita Bhagwandas từ NME nhận xét rằng bài hát "đầy những phần hook thiếu tinh tế và những giai điệu đáng quên". Jon Pareles từ The New York Times đã mô tả bài hát như là "một tiếng kêu oan trái về sự cô đơn, sự xa lánh và 'tất cả những bức tường mà bạn liên tục dựng lên.'" 

## Xếp hạng
| Bảng xếp hạng (2017–18)                           | Vị trí cao nhất |
| ------------------------------------------------- | --------------- |
| Áo (Ö3 Austria Top 40)                            | 52              |
| Canada (Canadian Hot 100)                         | 66              |
| Cộng hòa Séc (Rádio Top 100)                      | 22              |
| Cộng hòa Séc (Singles Digitál Top 100)            | 23              |
| France (SNEP)                                     | 181             |
| Đức (GfK)                                         | 73              |
| Hungary (Rádiós Top 40)                           | 23              |
| Hungary (Single Top 40)                           | 7               |
| Hungary (Stream Top 40)                           | 16              |
| Philippines (Philippine Hot 100)                  | 18              |
| Bồ Đào Nha (AFP)                                  | 79              |
| Slovakia (Singles Digitál Top 100)                | 36              |
| Thụy Sĩ (Schweizer Hitparade)                     | 35              |
| Hoa Kỳ Bubbling Under Hot 100 Singles (Billboard) | 9               |
| Hoa Kỳ Hot Rock Songs (Billboard)                 | 13              |

| Bảng xếp hạng (2017)    | Vị trí |
| ----------------------- | ------ |
| Hungary (Rádiós Top 40) | 91     |
| Hungary (Single Top 40) | 67     |